# ني كاريا (كافالا)

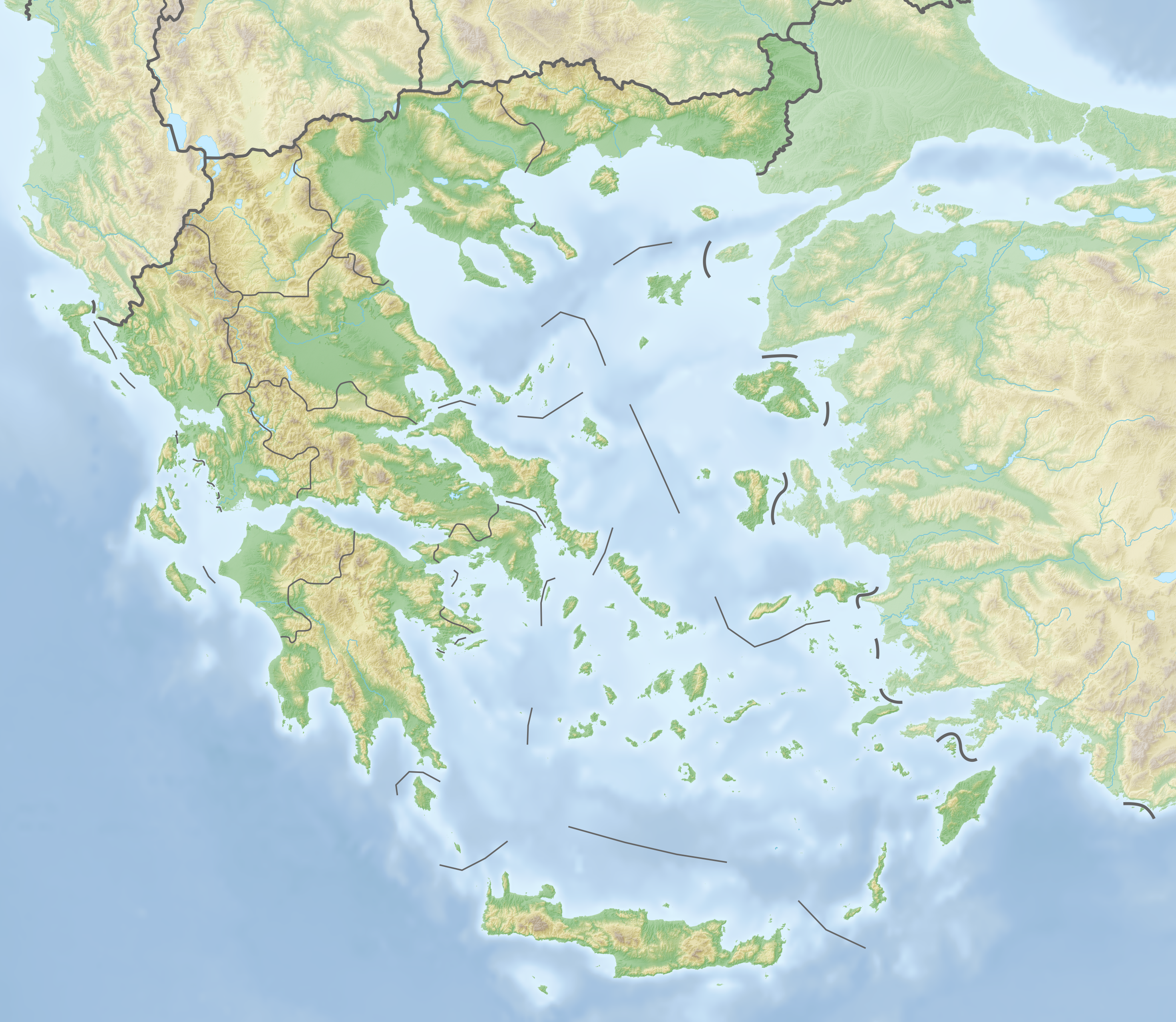

ني كاريا (Νέα Καρυά) هي مدينة في كافالا في مقاطعة فوريا إلادا في اليونان.